# Askov
Askov – miasto w Stanach Zjednoczonych, w stanie Minnesota, w hrabstwie Pine.